# New York Film Critics Circle Awards 2016
La 82ª edizione della cerimonia dei New York Film Critics Circle Awards, annunciata il 1º dicembre 2016, si è tenuta il 3 gennaio 2017 ed ha premiato i migliori film usciti nel corso del 2016.

## Vincitori

### Miglior film
- La La Land, regia di Damien Chazelle

### Miglior regista
- Barry Jenkins - Moonlight

### Miglior attore protagonista
- Casey Affleck - Manchester by the Sea

### Miglior attrice protagonista
- Isabelle Huppert - Elle e Le cose che verranno (L'avenir)

### Miglior attore non protagonista
- Mahershala Ali - Moonlight

### Miglior attrice non protagonista
- Michelle Williams - Certain Women e Manchester by the Sea

### Miglior sceneggiatura
- Kenneth Lonergan - Manchester by the Sea

### Miglior film in lingua straniera
- Vi presento Toni Erdmann (Toni Erdmann), regia di Maren Ade • Germania

### Miglior film di saggistica
- O.J.: Made in America, regia di Ezra Edelman

### Miglior film d'animazione
- Zootropolis (Zootopia), regia di Byron Howard e Rich Moore

### Miglior fotografia
- James Laxton - Moonlight

### Miglior opera prima
- Kelly Fremon Craig - 17 anni (e come uscirne vivi) (The Edge of Seventeen)
- Trey Edward Shults - Krisha

### Menzione speciale
- Julie Dash
- Thelma Schoonmaker